# Plaza (apellido)
Plaza es un apellido en español que se cree que tiene su origen en el País Vasco. Es común en esta zona y se ha extendido por España, así como por América Latina y Filipinas, incluyendo a prominentes familias políticas.

## Origen

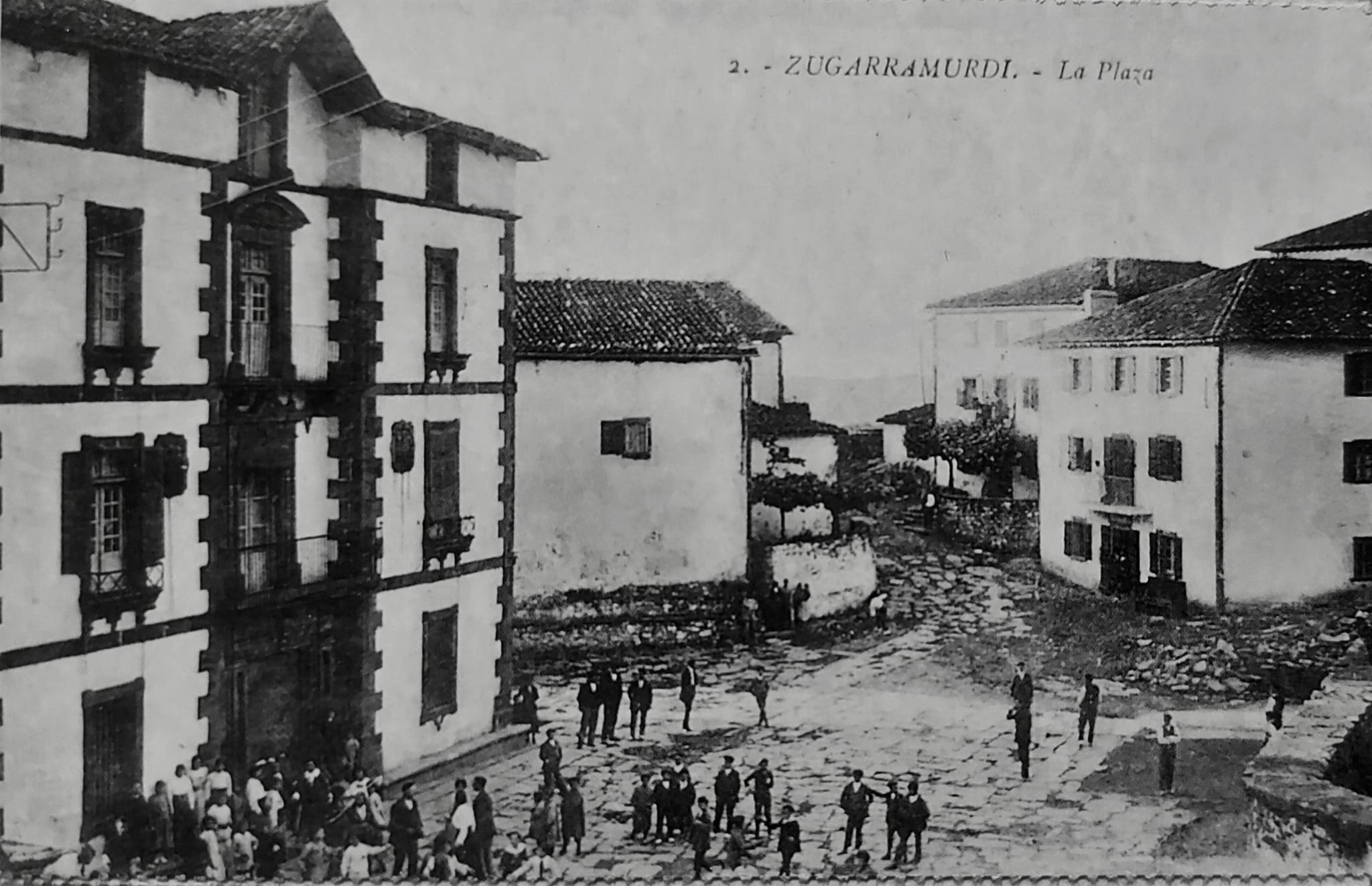
La Plaza de Zugarramurdi en 1918.

El apellido Plaza tiene su origen en España. Puede derivar del sustantivo común plaza como apellido toponímico. : 130 José Godoy Alcántara definió De la Plaza como un apellido habitacional, para identificar a alguien dentro de un pueblo por una característica local cerca de la cual vivía. : 41–42 En su diccionario, Conto e Isaza escribieron sobre Plaza como un ejemplo de un sustantivo común que se convierte en apellido. : vii Juan Sebastián Elián señaló que la palabra «plaza» también pasó a referirse a mercados y ferias (que tenían lugar en plazas específicas), a las que se podía aludir al tomarla como apellido. El nombre relacionado, Plazaola, originalmente se refería a una ferrería (fragua) en una plaza. S. C. Mora Monroy citó a Plaza como apellido de la terminología económica, junto con Mercado y Feria.Plaza es un apellido muy conocido en el País Vasco histórico, de donde se entiende que es originario. : 130 
Una investigación para la Universidad del País Vasco explicó que, además de los casos en que el nombre deriva del sustantivo común, Plaza puede ser un ecónomo de lugares específicos en el País Vasco, apuntando a la casa familiar Plaza de Zugarramurdi, en Navarra, y un barrio cercano de Sare, en Labort. : 130 Tradicionalmente en el País Vasco, las personas podían ser conocidas por sus apellidos en lugar de por sus económicos. : 23–24  Jorge de Montemayor escribió que el apellido Plaza se originó primitivamente en «las montañas de Aragón» antes de que esta familia se estableciera en la merindad navarra de Estella, con una sola casa ramificándose por toda España, mientras que Elián escribió que el nombre fue conocido primero en Balmaseda en la región vasca de Vizcaya antes de extenderse a Navarra y Aragón, y luego al resto de la Península ibérica. Como hay muchas líneas familiares con el nombre, hay múltiples escudos de armas.
Aunque es un apellido vasco, Plaza (y el relacionado Plazaola) casi con certeza proviene del idioma español. : 457 Luis Mari Mujika escribió en 1992 que las etimologías folclóricas del euskera, sugiriendo que los nombres derivan de un ideófono pla-, eran «fantasiosas». : 457 La palabra española viene del latín platea, con el significado de 'calle ancha' o 'plaza pública', que en última instancia proviene del griego πλατεῖα (ὁδός) plateia (hodos).

## Personas
Entre las personas notables con este apellido se incluyen:
- Alberto Plaza, cantante chileno-estadounidense.
- Alicia Plaza, actriz venezolana.
- Ambrosio Plaza, soldado venezolano.
- Ángel Plaza Simón, político español.
- Antonio Plaza Llamas, militar y político mexicano.
- Antonio José Plaza, arzobispo argentino.
- Aubrey Plaza, actriz y comediante estadounidense (de ascendencia puertorriqueña).
- Bárbara Plaza, gimnasta rítmica española.
- Bartolomé de la Plaza, prelado católico español.
- Brandon Plaza, taekwondista mexicano.
- Braulio Rodríguez Plaza, prelado católico español.
- Carolina Plaza, política chilena.
- Daniel Plaza, marchador español.
- David Sandoval Plaza, político chileno.
- David Plaza, ciclista español.
- Diana Plaza, gimnasta española.
- Eber Pérez Plaza, político argentino.
- Eduardo Plaza, escritor chileno.
- Emilio Sánchez Plaza, director español.
- Enrique Plaza, jugador de balonmano español.
- Ezequiel Plaza, pintor chileno.
- Fernando Plaza, ciclista español.
- Fidencio López Plaza, obispo mexicano.
- Hilarión Plaza, militar argentino.
- Ignacio Plaza, balonmanista español.
- Inés Plaza, política española.
- Javier de la Plaza, marinero español.
- Joan Plaza, entrenador de baloncesto español.
- Juan Bautista Plaza, compositor venezolano.
- Juan Carlos Corcuera Plaza, político español.
- Juan de la Plaza, misionero jesuita español.
- Julián Plaza, músico argentino.
- Luis García Plaza, entrenador de fútbol español.
- Luis Martín de la Plaza, poeta español.
- Luis Plaza, político chileno.
- Manuel Plaza, corredor chileno.
- Marco Antonio Plaza, futbolista chileno.
- Mélissa Plaza, futbolista francesa.
- Nicanor Plaza, escultor chileno.
- Paco Plaza, cineasta español.
- Pep Plaza, actor español.
- Rafael de la Plaza, militar argentino.
- Raymond Plaza, ciclista francés.
- René Meléndez Plaza, futbolista chileno.
- Ron Plaza, mánager de béisbol estadounidense.
- Rubén Plaza, ciclista español.
- Salvador de la Plaza, político venezolano.
- Santiago Plaza, velocista mexicano.
- Sebastián Méndez Plaza, futbolista chileno.
- Stéphane Plaza, presentador de televisión francés.
- Stiven Plaza, futbolista ecuatoriano.
- Tolo Plaza, futbolista español.
- Victorino de la Plaza, político argentino y expresidente de Argentina.
- Willis Plaza, futbolista trinitense.

- Gente que se llama José Plaza.
- Miembros de la familia política ecuatoriana:
  - Galo Plaza Lasso, político ecuatoriano y expresidente del Ecuador.
  - Leónidas Plaza Gutiérrez, político ecuatoriano y expresidente del Ecuador, padre de Galo.
  - María José Plaza, política ecuatoriana, nieta de Galo.

- Miembros de la familia política Plaza filipina:[14][15]
  - Eddiebong Plaza, político filipino, hijo de Demócrito y Valentina.
  - María Valentina Plaza, política filipina, hija de Demócrito y Valentina.
  - Rodolfo Plaza, político filipino, hijo de Demócrito y Valentina.

- Algunos músicos también han utilizado un nombre artístico con el apellido Plaza:
  - Capo Plaza, rapero italiano.
  - Lotus Plaza, músico estadounidense.
  - Martin Plaza, músico australiano.